# Birkenseifen
Birkenseifen ist eine Wüstung auf dem Gebiet der Ortsgemeinde Windhagen im rheinland-pfälzischen Landkreis Neuwied.
Der Wohnplatz lag im Südosten der Gemarkung von Windhagen nahe der Grenze zur damaligen Gemeinde Elsaffthal (heute Ortsgemeinde Neustadt (Wied)). Zu den nächstgelegenen Ortschaften gehörten nordwestlich und oberhalb Birken (Gemeinde Windhagen) sowie südöstlich und unterhalb Dinkelbach (Gemeinde Elsaffthal).
Urkundlich in Erscheinung trat das Gehöft 1660 unter dem Namen Birkersseifen bei einer Inventur im kurkölnischen Amt Altenwied, als hier ein Haus gezählt wurde. Der Name beschreibt die Lage des Hofes in oder an einem Siepen („seifen“), der von Birken bewachsen ist. 1787, 1805 und 1829 wurde er laut Taufbüchern von jeweils einer Familie bewohnt. Bei der Volkszählung im Jahre 1843 verzeichnete Birkenseifen drei Einwohner und umfasste neben zwei Wohn- auch ein Wirtschaftsgebäude. Aus den Taufbüchern der nachfolgenden Jahre geht hervor, dass das Gehöft von mehreren Familien bewohnt war. 1885 zählte Birkenseifen sechs Einwohner in einem Wohngebäude, 1905 war es vorübergehend unbewohnt, wurde aber landwirtschaftlich genutzt.
Im Zuge des Baus der damaligen Reichsautobahn zwischen Köln und Frankfurt am Main (heute Bundesautobahn 3), die durch das Windhagener Gemeindegebiet verläuft, wurde das Gehöft Birkenseifen 1937 abgerissen und dadurch zu einer Wüstung.